# Каварцере
Кава́рдзере (итал. Cavarzere) — коммуна в Италии, располагается в провинции Венеция области Венеция.
Население составляет 15 375 человек (на 2004 г.), плотность населения составляет 111 чел./км². Занимает площадь 140 км². Почтовый индекс — 30014. Телефонный код — 0426.
Покровителем коммуны почитается святой Мавр Поречский. Праздник ежегодно празднуется 19 марта.